# Gran Premi de Gran Bretanya del 1970
Resultats del Gran Premi de la Gran Bretanya de Fórmula 1 de la temporada 1970, disputat al circuit de Brands Hatch el 19 de juliol del 1970.

## Resultats
| Pos | No | Pilot                | Equip                | Voltes | Temps/ Retirada       | Pos. de sortida | Punts |
| --- | -- | -------------------- | -------------------- | ------ | --------------------- | --------------- | ----- |
| 1   | 5  | Jochen Rindt         | Lotus - Ford         | 80     | 1h 57' 02. 0          | 1               | 9     |
| 2   | 17 | Jack Brabham         | Brabham - Ford       | 80     | + 32.9 s              | 2               | 6     |
| 3   | 9  | Denny Hulme          | McLaren - Ford       | 80     | + 54.4 s              | 5               | 4     |
| 4   | 4  | Clay Regazzoni       | Ferrari              | 80     | + 54.8 s              | 6               | 3     |
| 5   | 16 | Chris Amon           | March - Ford         | 79     | + 1 Volta             | 17              | 2     |
| 6   | 14 | Graham Hill          | Lotus - Ford         | 79     | + 1 Volta             | 22              | 1     |
| 7   | 2  | François Cevert      | March - Ford         | 79     | + 1 Volta             | 14              |       |
| 8   | 28 | Emerson Fittipaldi   | Lotus - Ford         | 78     | + 2 Voltes            | 21              |       |
| 9   | 27 | Ronnie Peterson      | March - Ford         | 72     | + 8 Voltes            | 13              |       |
| NC  | 29 | Pete Lovely          | Lotus - Ford         | 69     | No Classificat        | 23              |       |
| Ret | 32 | Dan Gurney           | McLaren - Ford       | 60     | Pressió de l'oli      | 11              |       |
| Ret | 22 | Pedro Rodríguez      | BRM                  | 58     | Accident              | 15              |       |
| Ret | 23 | Jackie Oliver        | BRM                  | 54     | Motor                 | 4               |       |
| Ret | 1  | Jackie Stewart       | March - Ford         | 52     | Embragatge            | 8               |       |
| Ret | 20 | John Surtees         | Surtees - Ford       | 51     | Pressió de l'oli      | 19              |       |
| Ret | 8  | Henri Pescarolo      | Matra                | 41     | Accident              | 12              |       |
| Ret | 7  | Jean Pierre Beltoise | Matra                | 24     | Rodes                 | 10              |       |
| Ret | 26 | Mario Andretti       | March - Ford         | 21     | Suspensions           | 9               |       |
| Ret | 15 | Jo Siffert           | March - Ford         | 19     | Suspensions           | 20              |       |
| Ret | 6  | John Miles           | Lotus - Ford         | 15     | Motor                 | 7               |       |
| Ret | 24 | George Eaton         | BRM                  | 10     | Pressió de l'oli      | 16              |       |
| Ret | 3  | Jacky Ickx           | Ferrari              | 6      | Transmissió           | 3               |       |
| Ret | 11 | Andrea de Adamich    | McLaren - Alfa Romeo | 0      | Pèrdua de combustible | 18              |       |

## Altres
- Pole: Jochen Rindt 1' 24. 8

- Volta ràpida: Jack Brabham 1' 25. 9 (a la volta 70)